# アウグスト・ヴィルヘルム・フォン・ホフマン
アウグスト・ヴィルヘルム・フォン・ホフマン（August Wilhelm von Hofmann、1818年4月8日 - 1892年5月5日）は、ドイツの化学者。19世紀ドイツを代表する有機化学者。

## 生涯
ギーセン生まれ。初めゲッティンゲンで法学などを学び、のちにユストゥス・フォン・リービッヒのもとで化学を学んだ。なお、建築家の父も。1845年にロンドンに新設された王立化学大学（Royal College of Chemistry）教授となった。1864年にドイツに帰ってボン大学に移り、1865年からベルリン大学の教授を務めた。
没後の1902年にアウグスト・ヴィルヘルム・フォン・ホフマン・メダルが設立された。
ホフマンの業績は有機化学の非常に広い範囲に及ぶ。最初リービッヒの元でコールタールの研究を行い、これをもとにアニリン関連の研究を生涯にわたり続けた。さらにアミンやアンモニウム塩などの研究も行い、またローズアニリンなどの色素を創製した。
ホフマン則、ホフマン脱離（アミンからのオレフィンの生成；ホフマン則に従う）、ホフマン分解（アンモニウム塩からの三級アミンの生成）、ホフマン反応（ホフマン転位、酸アミドからのアミンの生成；これをホフマン分解と呼ぶこともある）、ホフマンバイオレット（色素）など彼の名を冠した反応や法則、物質名は数多い。

## 日本との関係
長井長義、柴田承桂、中濱東一郎等を指導した。
特に長井はホフマンのもとで博士号を取得し、教授助手も務めている。長井の才能を見込んだホフマンは長井をドイツに留まらせるためにドイツ人女性との結婚を強くすすめ、テレーゼ・シューマッハ（長井テレーゼ）と結婚している。長井はバニリン分離成功の後、日本政府の要請に応えて帰朝したが、日独関係に大きく貢献した。

## 受賞歴
- 1854年 - ロイヤル・メダル
- 1875年 - コプリ・メダル
- 1881年 - アルバート・メダル